# Viver de Vicor
Vivel de Vicor o Viver de Vicor es un pueblo del municipio de Belmonte de Gracián, en plena Sierra Vicora en la comarca de Calatayud de la Provincia de Zaragoza.

## Toponimia
La primera parte del topónimo es transparente: Vivel es una variante de viver, que significa zona de una estiva o prado, donde que agua freática suele aparecer en la superficie y hace de manantial para algún riachuelo.
La segunda parte del topónimo se refiere a la sierra de Bicort, que algunos interpretan como un topónimo celtibérico parecido a la palabra latina BICORNIS ("dos cuernos"). Por el menos en la actualidad la -t final no se pronuncia.
En la "Bula de Lucio III" se escribía Viver:

Ecclesiam d'Orera cum pertinenciis suis, Ecclesiam de Viver cum pertinenciis suis, Ecclesiam de Finoges cum pertinencis suis,...

En el "Libro Chantre" (1382) se escribe Bivereio de Vicor. En el fogaje de 1495 se escribía Viver de Buicort. Después ha tenido otras variantes documentales como Vivar de Bicorto entre 1713 y 1722, Viver de Vicorto en 1785 y Vivel de Vicorto en 1797.

## Historia
Perteneció a la sexma del río Miedes dentro de la Comunidad de Calatayud. Tuvo la categoría de aldea hasta 1785.